# المستخرج على صحيح البخاري
المستخرج علی ‌صحيح البخاري أحد كتب الحديث ألفه أبو بكر الإسماعيلي. قال الذهبي: «ابتهرت بحفظه، وجزمت بأن المتأخرين على إياس من أن يلحقوا المتقدمين في الحفظ والمعرفة».

## الاسم
معروفٌ أن كتاب المستخرج على البخاري لأبي نعيم الأصفهاني لم يصل إلينا، إنما ما وصل هو المستخرج على صحيح مسلم لأبي نعيم الأصفهاني. ولا يُعرف أين اختفى. لذلك اختُلف في اسم الكتاب الدقيق، فقد ورد اسمه بألفاظٍ متعددة متطابقة في المعنى في كتبٍ مختلفة:
1- المستخرج على البخاري.
2- المستخرج على صحيح البخاري.
3- المستخرج على كتاب البخاري.
4- المستخرج.
وإن لفظ «المستخرج على صحيح البخاري» هو الأصح، لأن باقي المسميات تُستخدم عادةً في الكتابة عند الاختصار من اسم الكتاب لكون القارئ يعرف الكتاب المذكور، وكون الصيغة السابقة هي الأصح لغويًا ومعنىً.

## مضمون الكتاب

### معرفة المضمون
بما أن الكتاب مفقود، فإن معرفة ما في مضمونه أُخذت من الكتب الأخرى التي تحدثت عنه، ولعل أهمها:
- فتح الباري: لابن حجر.
- عمدة القاري: لبدر العيني.
- إرشاد الساري: لشهاب القسطلاني.

### موافقة البخاري ومخالفته
وافق أبو نعيم البخاري في ترتيبه للأحاديث، فرتبها بنفس ترتيب البخاري، أما مخالفته فيه فكانت:
1- الاختلافات التي شوهدت في ألفاظ متون الأحاديث، ولها أنواع:
- وضع لفظٍ مكان آخر له نفس المعنى. ومن الأمثلة على ذلك حديث عائشة في الوليدة السَّوداء وقصة اتهامها بالوشاح الأحمر، وبعد أن بانت براءتها ذكر على لسانها: ((هذا الذي اتَّهمتموني به زَعَمْتُم، وأنا منْه بريئةٌ، وَهُو ذا هو)) بينما ذكر الأصفهاني ((وها هوذا)).[8]
- تبديل ترتيب الألفاظ: ومثال على ذلك في حديث الدواب التي يجوز للمحرم قتلها ((الْفَأْرَة وَالْعَقْرَب والحدأة وَالْكَلب العقوب والغراب)) [9]، فعندما استخرجه أبو نعيم حصل فيه تقديم وتأخير لتلك الدواب.
- تبديل صياغة طفيف بنفس المعنى: ومثاله حديث ابن أبي قتادة عن أبيه ((سِرْنَا مع النبيِّ صلی الله عليه وسلّم ليلةً)) فلما أخرجه أبو نعيم ذكر ((كُنَّا مع النبي صلی الله عليه وسلّم وَهُوَ يسيرُ بنا)).[10]

2- اختلافات في الأسانيد:
وليس معنىً الاختلاف هنا هو التغيير، إنما الاختصار وعدم الالتزام بلفظ السند، فقد كان على قسمين:
- إسقاط شيءٍ من السند: أي اختصر بعضًا منه. ومثاله الحديث في البخاري ((حدثنا أيوب بن سُليمان قال حدثنا أبو بكر عن سُليمان قال صالح بن كيسان حدثنا الأعرج عبد الرحمن وغيرهُ عن أبي هريرة...)).[11] بينما عندما ذكره أبو نعيم قال (عن أيوب بن سُليمان). قال ابن حجر (لم يقل فيه «وغيره»).[12]
- اختلافات ف صيغة الإسناد: فيكتب مثلًا البخاري في حديث الصلاة (قال ابن أبي مريم أخبرنا يحيی ‌حدثنا حُميد حدثنا أنس عن النبي ﷺ).[13] بينما كتبه أبو نعيم: (حدثنا ابن أبي مريم، قال: حدثنا يحيی بن أيوب أخبرني حميد سمع أنساً).[14]

3- اختلاف في موضع بعض الأحاديث. فمن ذلك حديث الاغتسال يوم الجمعة، والذي وضعه البخاري في باب «وقت الجمعة إذا زالت الشمس» بينما وضعه أبو نعيم في باب«باب من أين تُؤتی الجمعة، وعلی‌ مَنْ تجب».
4- اختلافات في صيغ التراجم، فمثلًا ذكر البخاري «باب النَّجار» بينما ذكره أبو نعيم «باب النجارة».

## أسلوب أبو نعيم في المستخرج
1- التعليق على الاستخراج.
2- التعليق على ذكر البخاري للأسانيد.

## فوائد وقيمة مستخرج أبي نُعيم
1- الزيادة في متون الأحاديث.
2- وصل الإسناد: كما في حديث ابن عمر في السواك.
3- حفظ الأحاديث من التدليس: ومن الأمثلة على ذلك الحديث الذي أخرجه البخاري: ((حدثنا مُسلم بن إبراهيم قال: حدثنا هشامٌ قال: كَتَبَ إلي ‌يحيی ‌عن عبد الله بن أبي قتادة...)) إلى نهاية الإسناد 133، قال الحافظ ابن حجر: قوله (كتب إلي يحي) يعني أنه لم يسمعه منه، ولكن ذكر أبو نعيم في كتابه عن هشام أنَّ يحيى كتب إليه أن عبد الله بن أبي قتادة حدثه، وبالتالي أَمِنَ تدليس يحيى.
4- زيادة عدد طرق الحديث.
5- الترجيح للأصوب عند التعارض: ومثال على ذلك الحديث الذي أخرجه البخاري ((مَرَّ النبيُّ ﷺ بتمرة مَسْقُوطة فقال: لولا أنْ تكن صدقةً لأكلتُها)) بينما أخرجه أبو نعيم في كتابه بطريقين مختلفين بقوله ((بتمرة)) ولم يتبعها بـ ((مسقوطة)).
6- توضيح القائل لجمل داخل الأحاديث:
ومن الأمثلة على ذلك حديث البخاري عن قتادة: ((ما نعلمُ حيَّاً من أحياء العرب، أكثر شهيداً أَعَزَّ يوم القيامة من الأنصار قال قتادة: وحدثنا أنس بن مالك، أنَّه قُتِلَ منهم يَوْمَ أحدٌ سَبْعون، ويوم بئر مَعُونة سَبعون، ويوم اليمامة سَبعون، قال: وكان بئر معونةَ علی‌ عهد رَسُول الله ﷺ... إلخ)).
بينما حدد أبو نعيم في مستخرجه المقصود بـ (قال: وكان بئر معونة) بأنَّ قتادة من قال تلك الجملة.
7- أحيانًا يجمع البخاري بين حديثين في سياقٍ واحد وكأنه حديثٌ واحد، وقد فصل أو نعيم في كتابه بينهما.
مثال على ذلك حديث ((إذا توضأ أحدكم فَلْيَجْعَل في أنفه، ثم لِيَنْثُر، ومن استجمر فَلْيُوتر، وإذا استيقظ أحدكم من نومه، فَليغسل يده قبل أن يُدخلها في وَضُوئه، فإنَّ أحدكم لا يدري أينَ باتَتْ يُده)). 
بينما بين أبو نعيم بأنهما حديثان منفصلان.

## انتقادات على كتاب المستخرج لأبي نعيم
كان لأبي نعيم بعض الأوهام والأغلاط في كتابه، تعقبها علماء الحديث من بعده، وكان أكثرهم تعقبًا لها ابن حجر العسقلاني. ومن أهمها:
1- عزو اسم راوٍ للبخاري في حديثٍ لم يذكره البخاري فيه: ومنه حديث قصة اشتراط بريرة، فكان في رواته ((حدثنا محمد أخبرنا جرير))، فقام بأو نعيم بإخراجه عن طريق عثمان بن أبي شيبة عن جرير، وقال (أخرجه البخاري عن عثمان)، وغالب الظن على ذلك أنه ذهول وخطأ من أبي نعيم.
2- تقصير أبي نعيم في استخراج حديث من غير الطريق الذي استخرجه البخاري منه. ومن أمثلة ذلك حديث ((كانت الأَمَةُ من إماء أهل المدينة، لَتَأْخُذُ بيد رسولِ الله ﷺ، فَتَنْطلق به حيث شاءتْ)). بينما هو موجود في مسند أحمد.
3- وقوع أبي نعيم في التصحيف.
4- خلط لرواة حديث في البخاري مع رواته عند غيرهم، كما في حديث الصعب بن جثامة من طريق ابن شهاب الزهري، لكن أبو نعيم أخرجه من الطريق الذي أخرجه به الإسماعيلي، وليس البخاري.
5- ادعاء أبي نعيم أنه حصل تصحيف في الإسناد ممن دون البخاري، ومنه في الحديث سَمِعْتُ عَلِيًّا -رضي الله عنه- يَقُولُ: «مَا رَأَيْتُ النَّبِيَّ -صَلَّى اللَّهُ عَلَيْهِ وَسَلَّمَ- يُفَدِّي رَجُلاً بَعْدَ سَعْدٍ، سَمِعْتُهُ يَقُولُ: ارْمِ فِدَاكَ أَبِي وَأُمِّي». فكان الحديث فيه قبيصة كأحد رواته، فزعم أبو نعيم أن هنا تصحيف والصحيح أنه قتيبة.

## مواضيع ذات صلة
- موسوعة صحيح البخاري